# 樂頤居

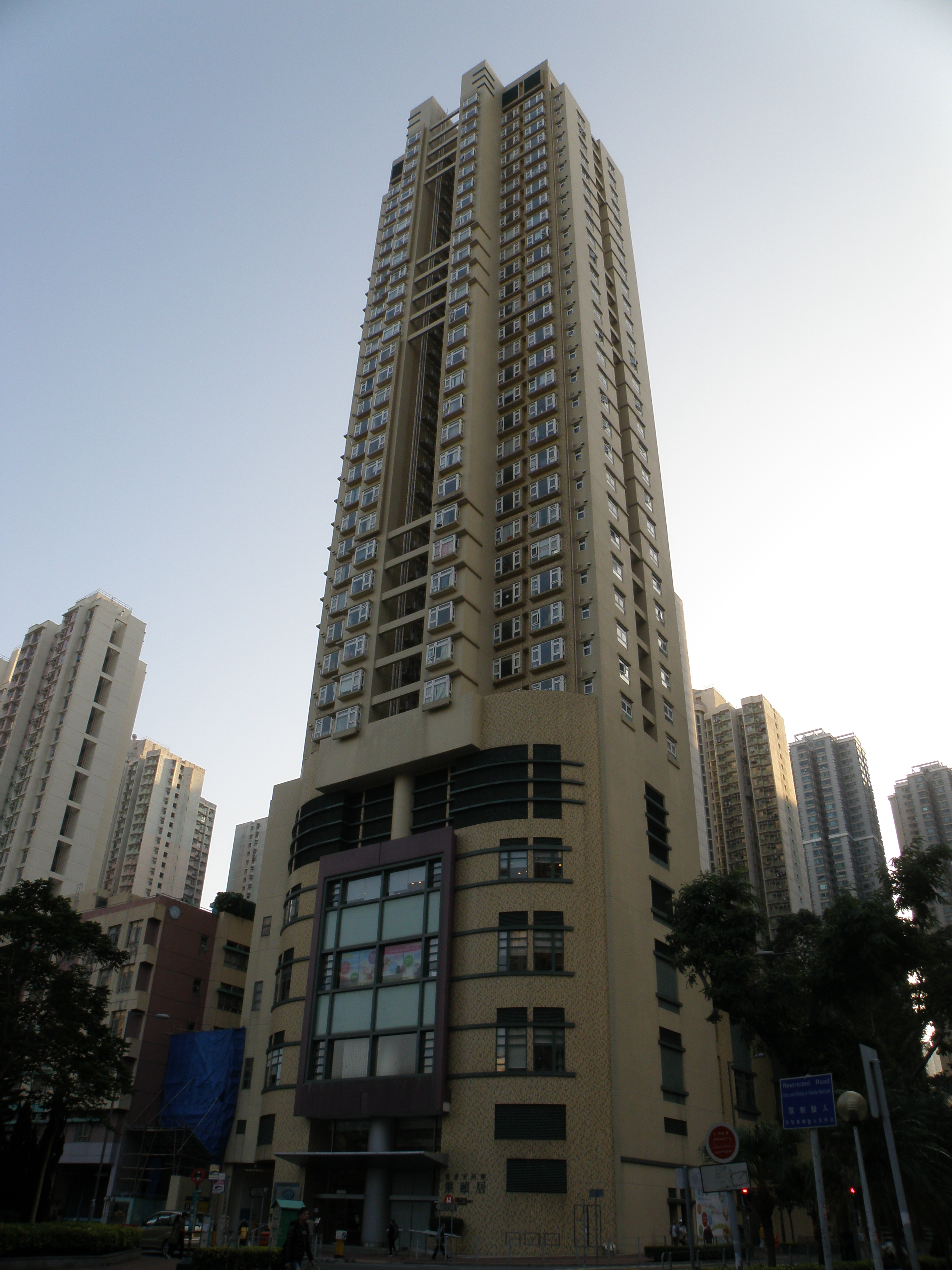
樂頤居（2015年）

樂頤居（Jolly Place）是香港房屋協會發展的「長者安居樂」屋苑之一，位於香港新界將軍澳坑口，鄰近港鐵坑口站及明德邨。入住的長者符合一定的資產限額後，只需一次過或分期繳付「租住權費」，即可長期租住，直至終老，毋需再按月交租。屋苑有一座樓宇，由利安顧問設計、協興建築負責興建，在2003年落成。

## 鄰近地方
- 西貢將軍澳政府綜合大樓
- 坑口體育館
- 坑口社區會堂
- 厚德商場
- 厚德街市
- 富寧花園
- 東港城
- 蔚藍灣畔
- 連理街
- 裕明苑
- 和明苑
- 明德邨
- 新寶城
- 海悅豪園

## 外部連結
- 樂頤居樓宇平面圖 （页面存档备份，存于）
- 樂頤居工程資料 （页面存档备份，存于）. hiphing. [2019-05-25]